# Landesgartenschau Aschersleben 2010

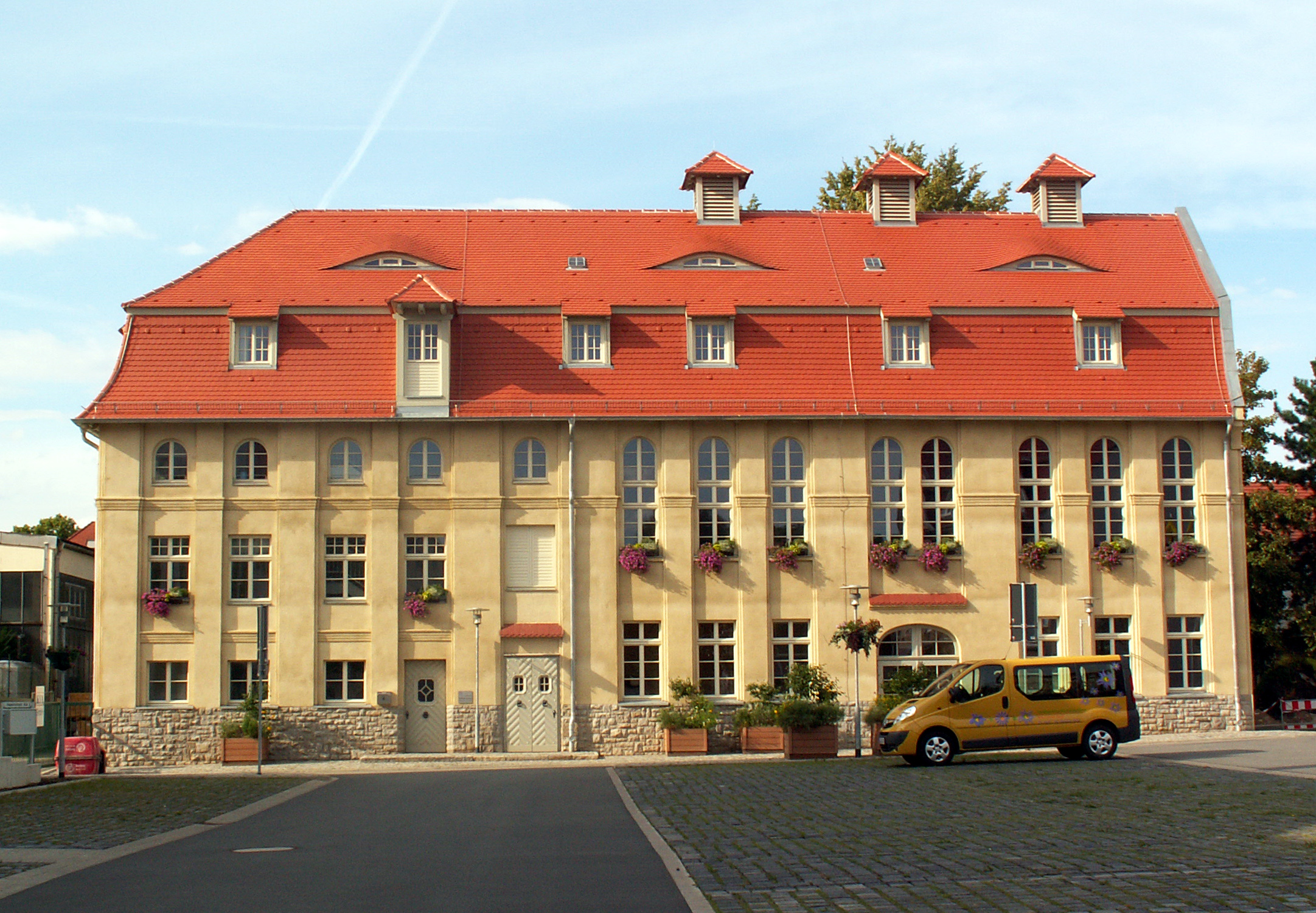
Geschäftsstelle der LAGA Aschersleben in der ehemaligen Hobelei

Die Landesgartenschau Aschersleben war die 3. Landesgartenschau (auch: LGS oder LaGa) des Landes Sachsen-Anhalt und eine von  sechs Landesgartenschauen in Deutschland, die im Jahre 2010 stattfanden. Sie war vom 24. April bis 10. Oktober 2010 in Aschersleben geöffnet  und stand unter dem Motto Natur findet Stadt. Die LGS Aschersleben war die erste Landesgartenschau im Salzlandkreis.

## Geschichte

### Adam Olearius

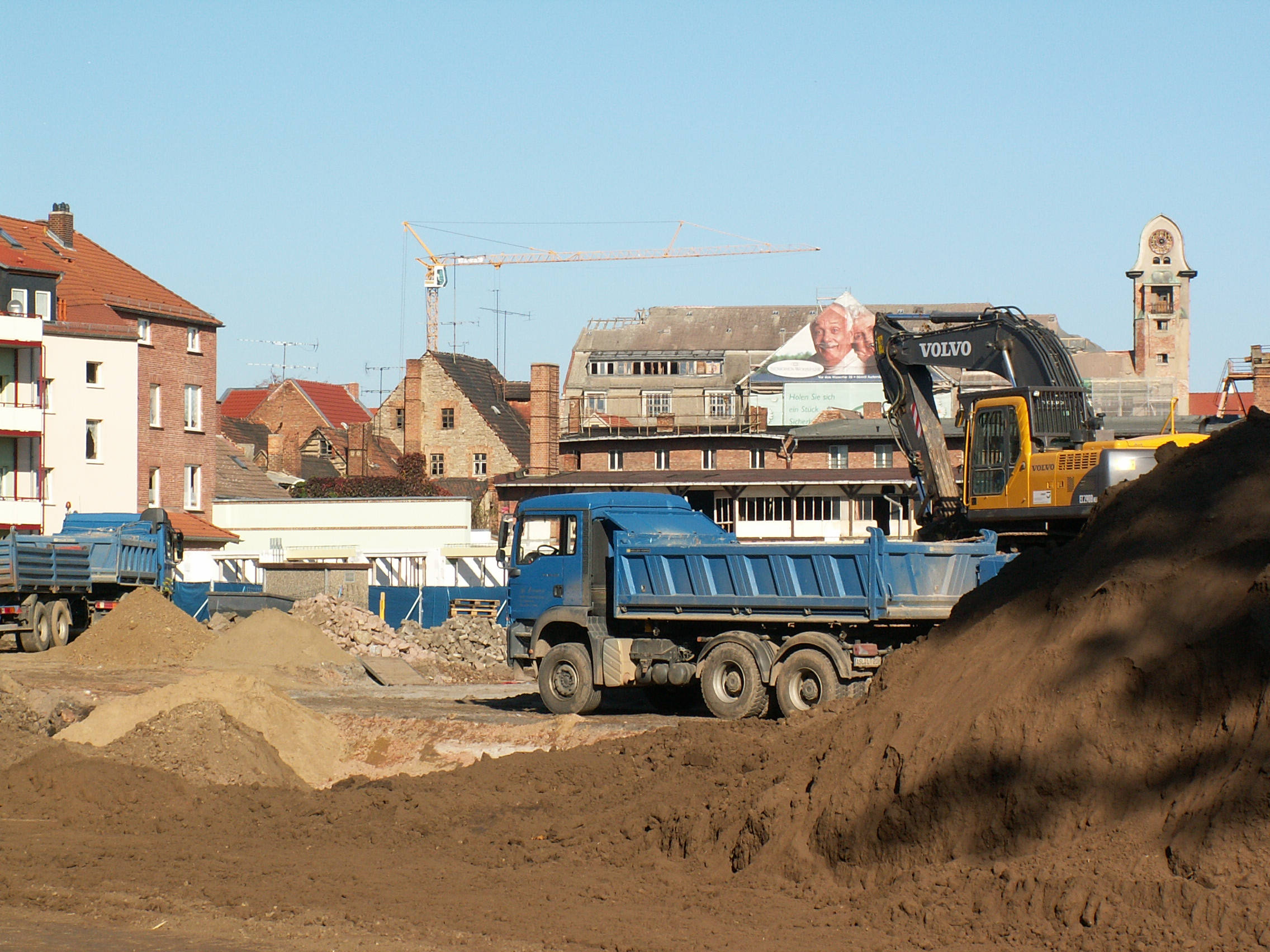
Bauarbeiten an den Eineterrassen im Jahr 2008, im Hintergrund der Hecknerriese

Adam Olearius, Forschungsreisender und berühmter Sohn der Stadt Aschersleben, inspirierte mit seinen wissenschaftlichen Arbeiten die Landschaftsarchitekten, Themen seines Wirkens mit gestalterischen Elementen wie zum Beispiel Pflanzungen nach Tierkreiszeichen, kuriose Spielskulpturen oder künstlerischen Installationen zu entsprechen.
Die Figur des Olearius und seine Hinterlassenschaften wird den Besuchern vor allem im Stadtpark begegnen.

### Industriebrache und alter Stadtpark
Das Gebiet der früheren Papierfabrik von Bestehorn und späteren VEB Optima war lange Jahre eine dominante Industriebrache, die den Eindruck des Durchreisenden negativ geprägt hat. Das Areal wurde im Zuge der Internationalen Bauausstellung Stadtumbau 2010 in ein modernes Bildungszentrum, den Bestehornpark, umgebaut und für die Landesgartenschau 2010 in einen grünen Schulcampus verwandelt.
Der Stadtpark hingegen war zu Beginn des 19. Jahrhunderts als Friedhof angelegt worden und wurde bis 1866 als solcher genutzt.
Später war er eine Grünfläche mit einem zu DDR-Zeiten gebauten Thälmann-Denkmal. Gleich nebenan befindet sich ein in den 1930er Jahren angelegtes Rosarium, das im Zuge der LAGA wiederbelebt wurde.

### Zuschlag und Wettbewerb
Im November 2005 bewarb sich die Stadt Aschersleben zur Ausrichtung der 3. Gartenschau in Sachsen-Anhalt. Im Februar 2006 wurde der Zuschlag zur Durchführung der Landesgartenschau 2010 in Sachsen-Anhalt durch die Landesregierung erteilt und man setzte sich somit gegen die Mitbewerber-Stadt Dessau durch.
Ziel des im November 2006 ausgelobten landschaftsarchitektonischen Wettbewerbs war es, die innerstädtischen Freiflächen für die Landesgartenschau und deren Nachnutzung zu gestalten. Eine Besonderheit der Wettbewerbsaufgabe bestand in dem Umgang mit einem vergleichsweise kleinen, gegliederten Areal, für das relativ enge denkmalpflegerischere und räumliche Vorgaben bestanden.
Im Juni 2007 erfolgte dann durch das Preisgericht die feierliche Bekanntgabe des Siegers: das Berliner Büro sinai.
Die beiden Parkanlagen Herrenbreite und Stadtpark sollten in ihrer Rolle als Freizeit- und Erholungsflächen sowie in ihrer historischen und repräsentativen Bedeutung grundlegend aufgewertet werden. Für die so genannten Eine-Terrassen galt es, eine Nutzung für die Landesgartenschau zu entwickeln.

### Bauarbeiten und Dauerkartenverkauf
Am 7. September 2008 erfolgte der erste Spatenstich. Gleichzeitig erfolgte die symbolische Übergabe des Geländes von der Stadt Aschersleben an die Landesgartenschau Aschersleben 2010 GmbH. Am 3. November 2008 begannen die Landschaftsbaumaßnahmen im Stadtpark/Rosarium und am 19. Januar 2009 war der Beginn der Landschaftspflegearbeiten am historischen Promenadenring der Stadt Aschersleben.
Am 25. April 2009 startete der Dauerkartenvorverkauf mit einem Kulturbaustellenfest im Garten des Bestehornhauses Aschersleben.
Der Verkauf von Karten machte eine robuste Umzäunung der gesamten Parkanlagen Ascherslebens nötig. Und diese Barrieren blieben den Bürgern erhalten. Das Konzept brauchte enorme Freiflächen, das führte im einfachen Alltagsgebrauch doch zu manchem Verlust an gewohnter Parkatmosphäre.

## Konzept

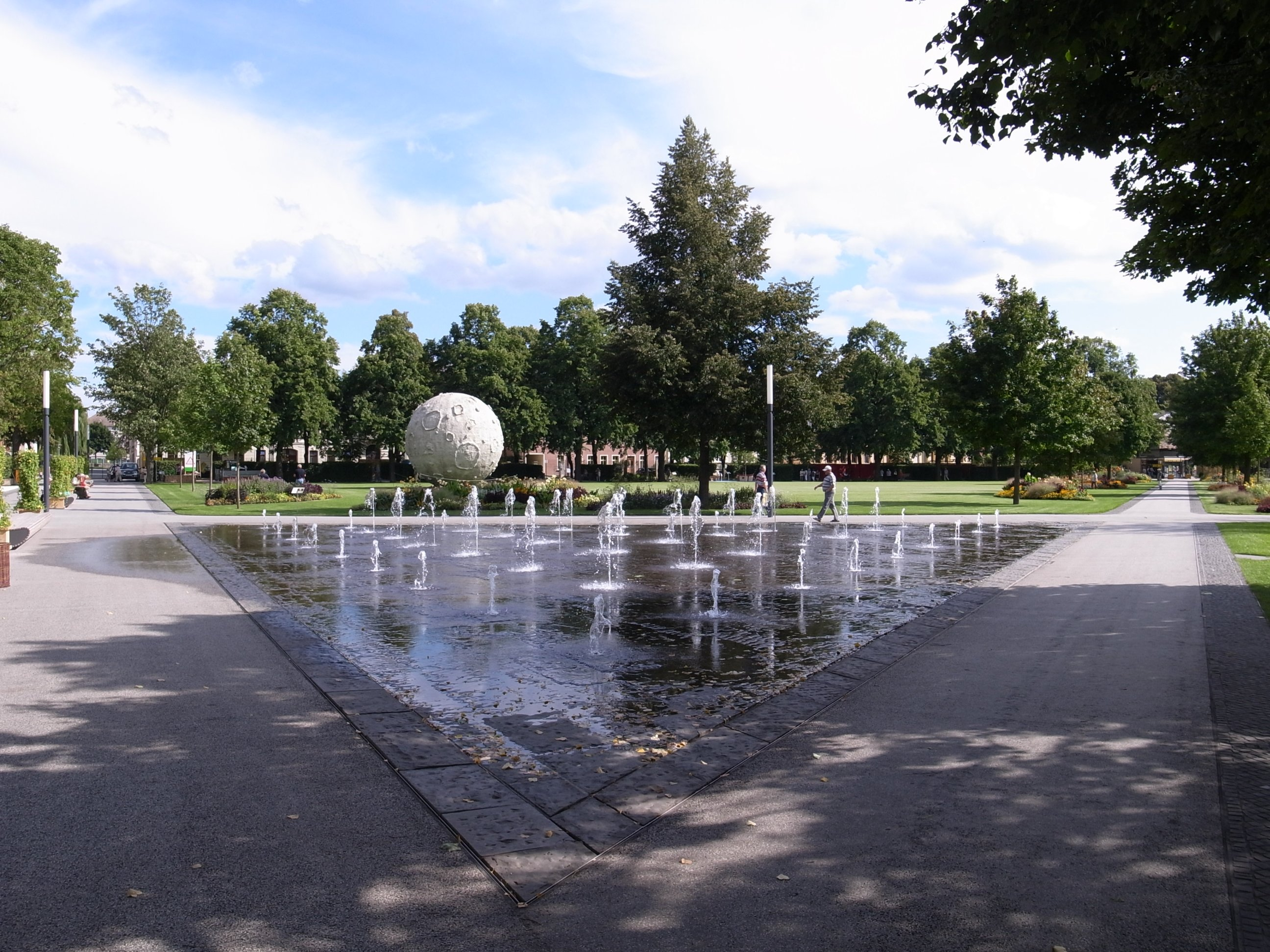
Wasserspiele in der Herrenbreite

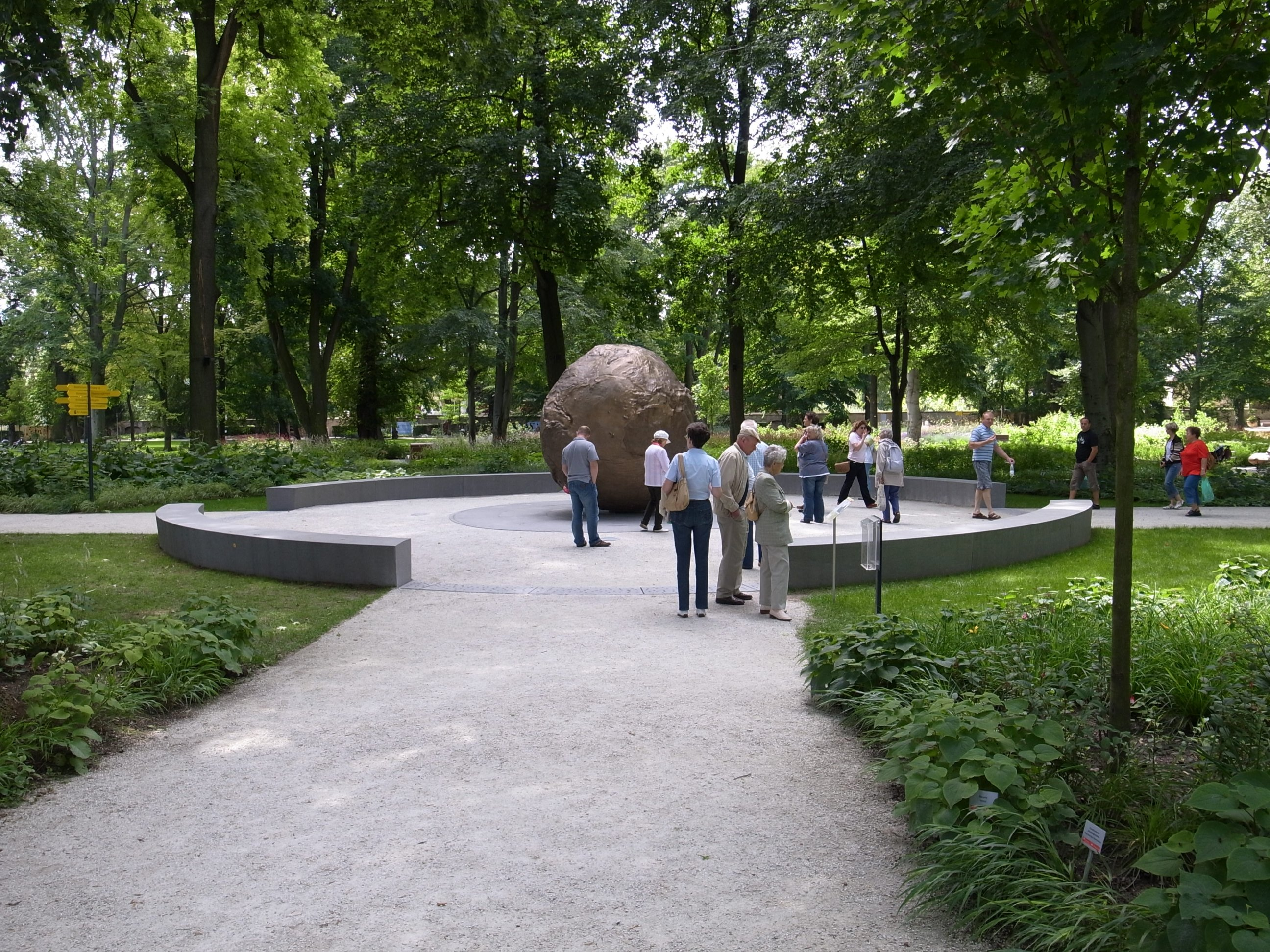
Der Aschersleber Globus im Stadtpark

Die Landesgartenschau Aschersleben beinhaltete auf einer Gesamtfläche von 15 ha fünf miteinander verbundene Erlebnis-Bereiche im Stadtzentrum:

### Herrenbreite – Thema „Erleben“
„Erleben“ konnten die Besucher Spiellandschaften, Flächen der Ruhe, Themengärten und nicht zuletzt mehrere kulturelle Ereignisse auf der Fläche der Herrenbreite. Sie stellt mit rund 7 ha die größte innerstädtische und auch historische Grünfläche und behielt ihre gewachsene Gestalt. Ursprüngliche alte Wegebeziehungen blieben erhalten, typische Baumreihen und Freiflächen ebenso. Moderne neue Wasserspiele, Pflanzenfelder und Kunstobjekte bereichern harmonisch die Wahrnehmung des Parks.

### Bestehornpark – Thema „Erlernen“
Im entstandenen Bestehornpark wurde nach der Gartenschau die Adam Olearius-Schule eröffnet. Sie ist als alternative Gesamtschule ausgelegt, in der das „Grüne Klassenzimmer“ seinen Platz findet. Ebenso konzentrierten sich im Bestehornpark Veranstaltungen und die Gastronomie der LAGA. Während der Gartenschau wurden im neu gebauten sogenannten Riegel-Anbau der Schule die Hallenschauen und Ausstellungen durchgeführt. Weiterhin waren im Park die Flüster-Olearien, ein Chill-Out-Garten und eine Orangerie zu sehen.

### Stadtpark – Thema „Erinnern“
Unter dem Thema „Erinnern“ wurden im Stadtpark, einem ehemaligen 1829 angelegten Friedhof, die historischen Wegebeziehungen sowie der alte verwachsene Rosengarten (Rosarium) wiederhergestellt. Das wissenschaftliche Wirken von Adam Olearius (1599–1671), dem berühmtesten Sohn der Stadt, spielte hierbei eine große Rolle. Die Errichtung einer Pflanzenbibliothek (Phytothek), Spiel- und Kunstkammern sowie eine künstlerische Erinnerung an den Gottorfer Globus stehen in diesem Park im Mittelpunkt.

### Eine-Terrassen und Rosarium – Thema „Erholen“
Die neu gebauten Eine-Terrassen dienen der Erholung und dem Spaziergang. Eine vom Stadtpark aus begehbare Oase am Lauf des Flusses Eine mit bequemen Sitz- und Liegemöbeln, Freiflächen und großzügiger Bepflanzung laden zum Entspannen ein. Individuell gestaltete Spielelemente vervollkommnen die Anlage.
An den Eine-Terrassen beginnt der Olearius-Rundweg, der über den Promenadenring (dem historischen Graben und heutigen Rundweg um die Stadtmauer) in die Altstadt führt. Hier wird in erzählender und informierender Form auf die Geschichte der Stadt hingewiesen.

### Promenaden – Thema „Erwandern“
Entlang der ca. 2,5 km langen historischen Befestigungsanlage Ascherslebens zieht sich der Olearius-Rundweg. Er kann von mehreren Seiten der Altstadt erschlossen werden. Auf diesem Rundweg können die Besucher die Spuren der Stadtgeschichte erwandern. Zwölf Erzählstationen führen an 15 Wehrtürmen, an Promenaden und historischen Bauten vorbei. Diesen Teil der Landesgartenschau konnten die Besucher ohne Eintrittskarte besuchen.

### Logo
Das Logo der Landesgartenschau Aschersleben 2010 stilisiert den Grundriss der ältesten Stadt Sachsen-Anhalts als Blüte. Die Farbe grün hebt die einzelnen Ausstellungsflächen hervor. Die violetten Bereiche stehen für die Blütenfarbe der Majoranpflanze, welche überwiegend in der Region um Aschersleben angebaut wird. Das Logo wurde gestaltet vom Büro: Atelier offen, Gestaltungen im Herrenhaus Krevese in der Altmark.
Um einen Slogan für die Landesgartenschau zu finden, wurde im Januar 2008 ein Ideenwettbewerb ausgelobt. Als Sieger wurde Natur findet Stadt von der Jury gekürt.